# Meta Platforms
Meta Platforms, Inc., (poslovno ime: Meta; prej Facebook, Inc.), je ameriško multinacionalno tehnološko podjetje s sedežem v Menlo Parku v Kaliforniji. Je matična organizacija Facebooka, Instagrama in WhatsAppa ter drugih podružnic. Je eno izmed najvrednješih podjetij na svetu in velja za eno največjih tehnoloških podjetij v ameriški informacijski tehnologiji, poleg Amazona, Alphabeta (lastnik Googla), Appla in Microsofta. Največji delež  prihodka podjetje ustvari s prikazovanjem oglasov na svojih omrežjih.
Meta poleg Facebooka vključuje tudi Messenger, Facebook Watch in Facebook Portal. Prav tako je podjetje pridobilo Oculus, Giphy in Mapillary ter ima 9,99-odstotni delež v podjetju Jio Platforms.
Oktobra 2021 so mediji poročali, da matična družba Facebooka namerava spremeniti svoje ime, saj naj bi tako »odražala svojo osredotočenost na izgradnjo metaverzuma«. 28. oktobra istega se je podjetje preimenovano v Meta. Beseda »meta« izhaja iz grškega jezika in pomeni »onkraj«, s čimer odraža futuristični motiv.